# Bibliothèque universitaire de Reims-Champagne-Ardenne
 (novembre 2015).
La bibliothèque universitaire Robert-de-Sorbon est située sur le campus Croix-Rouge de l'université de Reims-Champagne-Ardenne.
Elles favorise la transdisciplinarité en proposant des collections variées, notamment le droit et les sciences politiques, l'éducation et la formation, les lettres et les sciences humaines, la santé, les sciences, ainsi que les sciences économiques et sociales. 
La bibliothèque possède environ 175 000 livres en libre accès, ainsi que 700 abonnements à des revues. S'ajoutent à cela, environ 5 500 CD et DVD empruntables ou consultables sur place, mais également des mémoires et des thèses. De plus, grâce au réseau national de P.E.B., la bibliothèque offre la possibilité d'obtenir en prêt des livres venus d'autres bibliothèques.

## L'architecture de la bibliothèque Robert de Sorbon
La bibliothèque a été pensée par l'architecte Jean Chabanne, ainsi que certains de ses partenaires. La région Champagne-Ardenne fut, quant à elle, maître d'ouvrage du projet. L'enveloppe budgétaire a été estimée à 12.6 millions d’euros.

### Idées directrices du projet

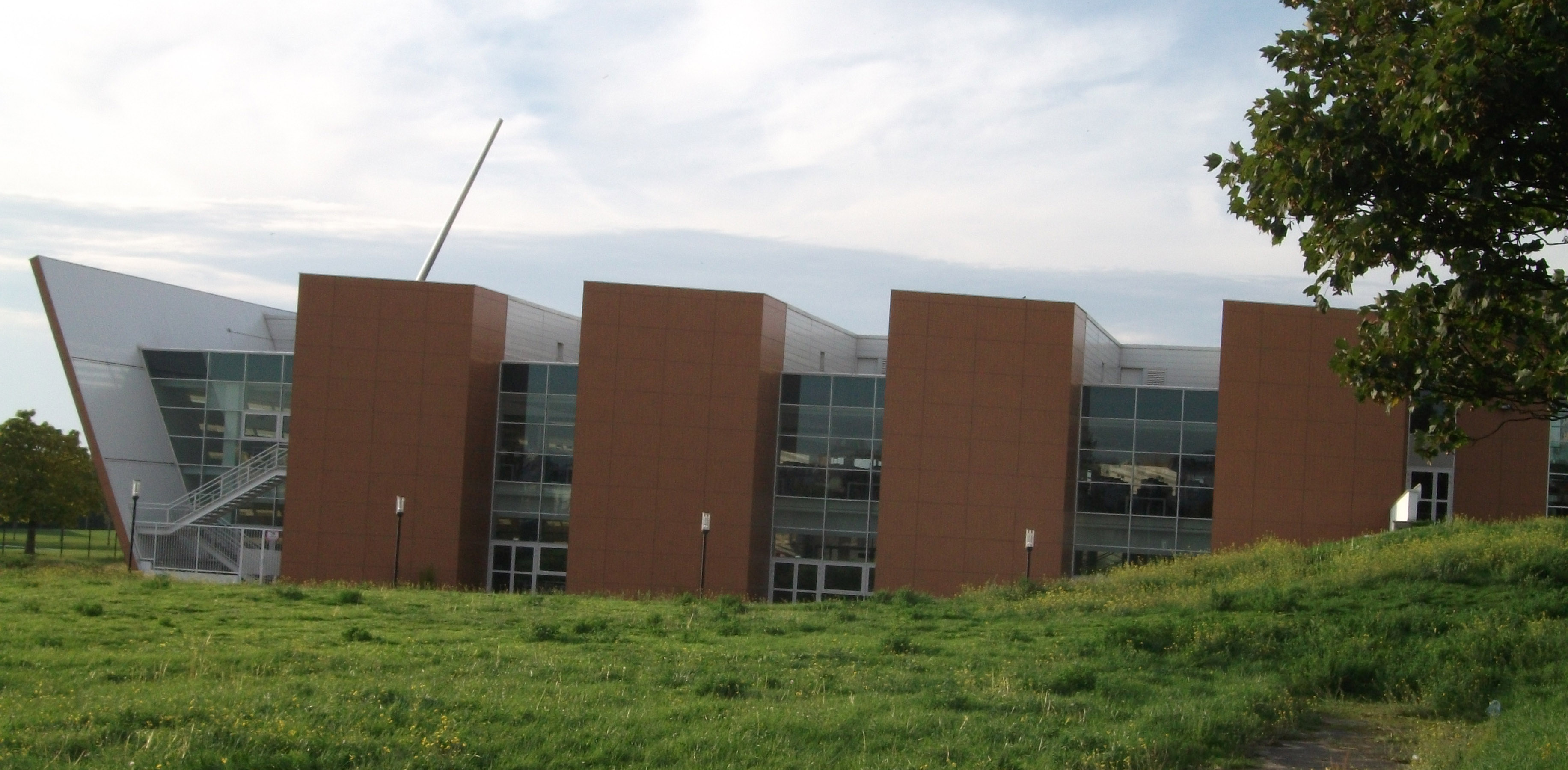
Bibliothèque universitaire Robert de Sorbon, vue extérieure, le livre ouvert.

Une des idées directrices dans la conception de ce bâtiment a été de l'inscrire dans une politique de respect de l'environnement. En effet, ce projet pilote vise à encourager la généralisation de la démarche de haute qualité environnementale (HQE).
Ainsi, l’extérieur est fait de bois bakélisé, matériau très durable et ne nécessitant que peu d'entretien.
Le choix des équipements intérieurs a été fait dans une logique de faible consommation d'éclairage : le résultat est de seulement 10 kWh par m² et par année.
L’autre idée directrice concerne la lumière naturelle. Ce type de luminosité devient, depuis quelques années, une source d'inspiration et un élément important pour la réalisation des bibliothèques universitaires. L’espace de travail est ainsi illuminé par le haut, mais aussi grâce aux dizaines de mètres de baies vitrées qui offrent aux étudiants une luminosité généreuse. Le bâtiment se présente ainsi tel un livre ouvert, dont les pages sont traversées par la lumière du soleil.

### Aménagement intérieur
La bibliothèque Robert de Sorbon possède une surface totale de 8.988 m². Celle-ci est répartie sur deux étages, avec plus de 1000 places assises, ainsi que 175 postes de consultation informatisés. 

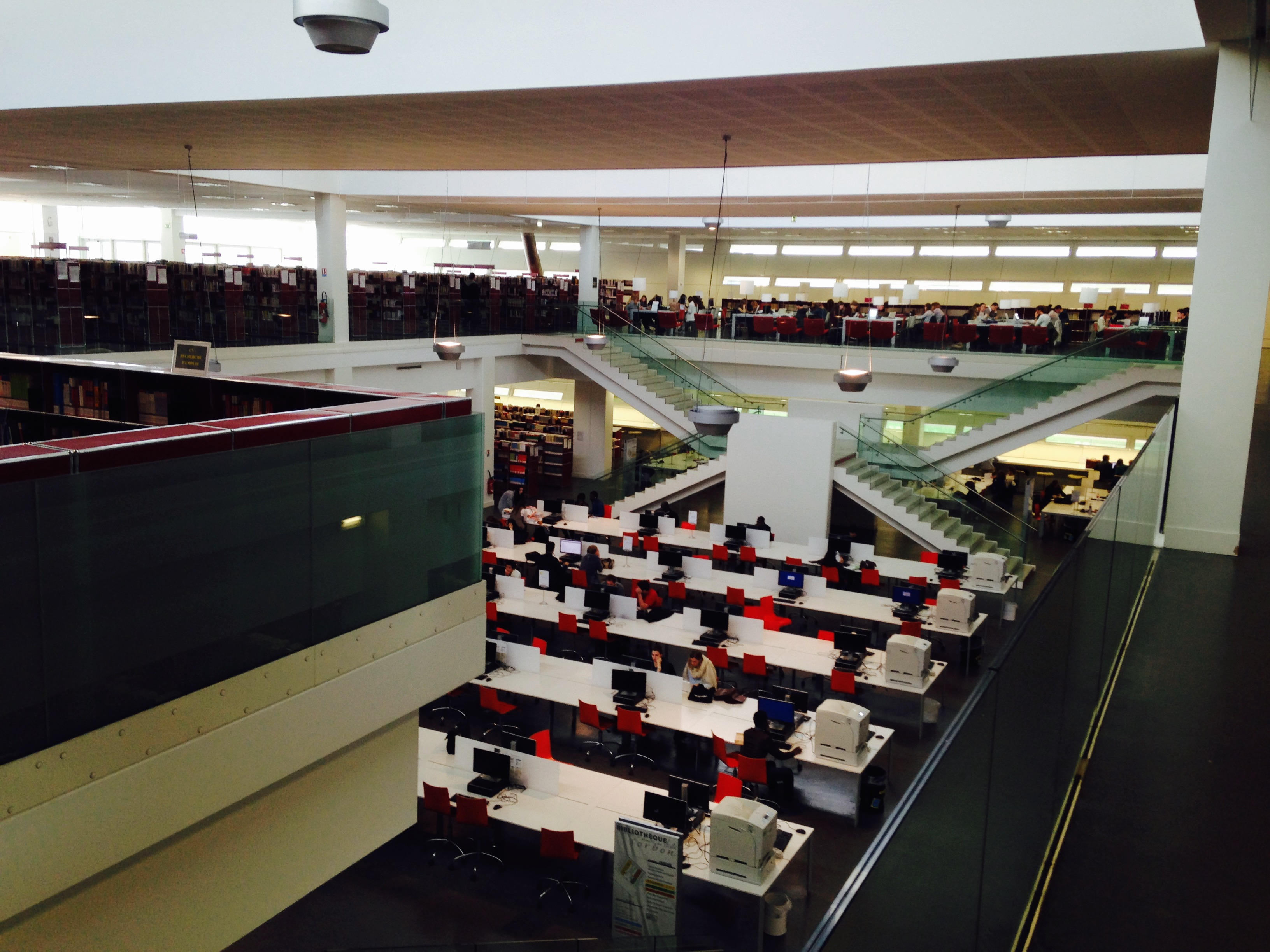
Vue intérieure de la BU Robert de Sorbon